# Lumbersexual

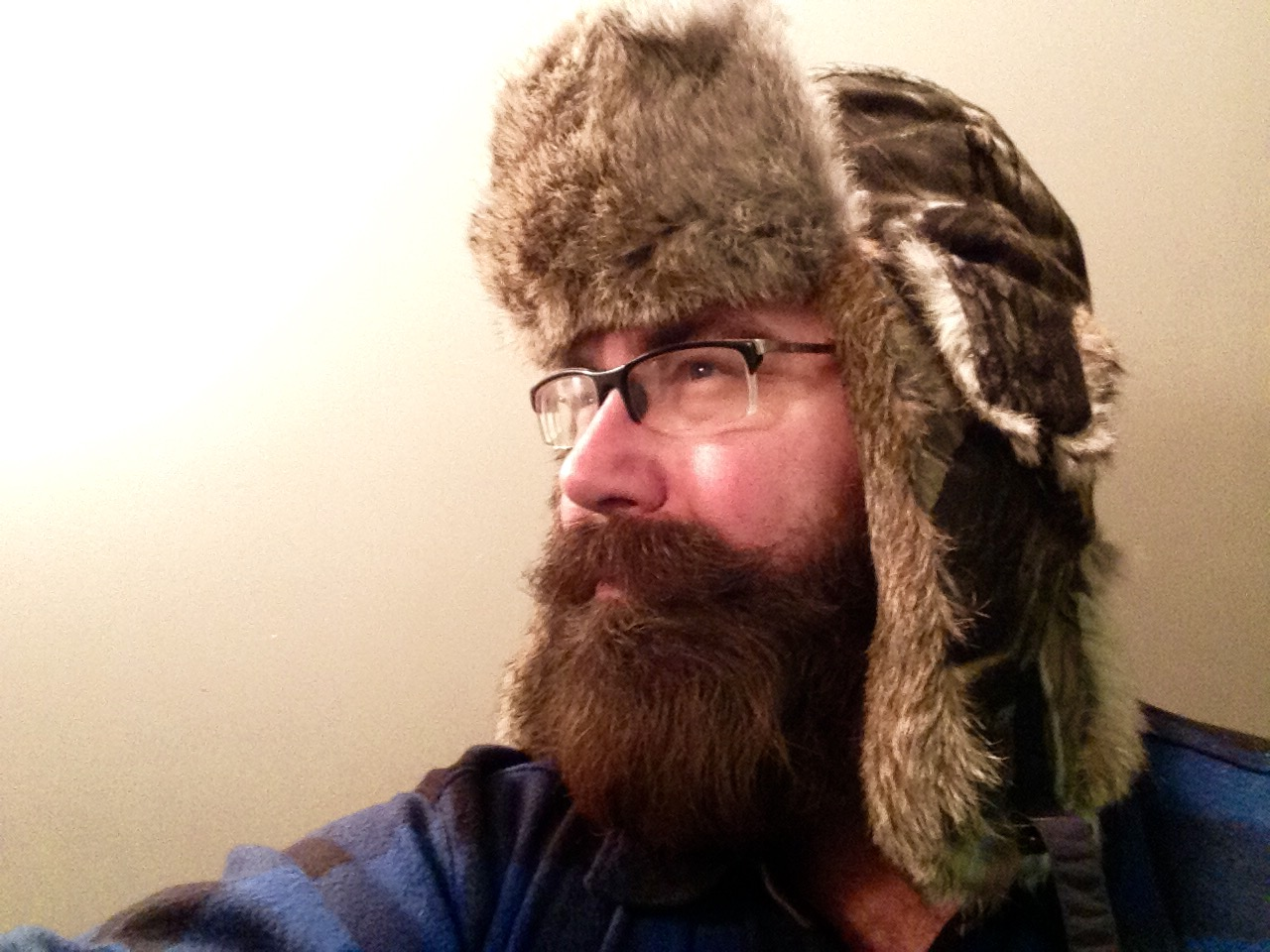
Exemplo de homem branco de barba comprida em roupas de frio

Lambersexual (em inglês: lumbersexual) é uma tendência no estilo e na moda masculina. Seus principais indicadores são uma barba grande, mas bem cuidada, roupas simples (camisetas ou camisas de flanela) e uma aparência geral um tanto simples e áspera. O estilo dos lumbersexuais é a antítese do estilo dos metrossexuais que se preocupam muito e preferem roupas da moda cara.
Na raiz da palavra "lenhador" está a palavra em inglês "lumberjack". É a aparência dos lenhadores norte-americanos (Estados Unidos e Canadá) — um homem de corpo musculoso segurando um machado, uma camisa xadrez e uma barba — que fundamenta o novo estilo.

## Estilo
O conhecido blogueiro de moda americano Tom Puzak escreve: “Metrossexual é um estilo moribundo, e agora seu lugar é ocupado pelo estilo lumbersexual, que passa mais tempo ao ar livre e curtindo a vida do que cuidando de sua beleza».
Junto com o estilo dos lenhadores americanos, o estilo dos descolados também influenciou a formação do estilo lambersexual. Na verdade, os lambersexuais são moradores urbanos típicos (principalmente) que trabalham no campo das novas tecnologias e têm uma renda normal.
Embora sejam diferentes dos metrossexuais à primeira vista, os lumbersexuais também têm uma barba bem cuidada e um penteado elegante, têm gostos especiais e adoram comida caseira. No entanto, os lambersexuais tentam criar o efeito de não prestar atenção aos estilos de roupa.